# 萬真珠
萬真珠（英語：Margaret Barnett；1862年12月16日—1933年5月8日），亦稱萬姑娘（Bān Ko͘-niû），台灣清治時期的蘇格蘭女傳教士、教育家、翻譯家。曾於台南府城從事宣教及教育工作，終其一生奉獻給台灣。

## 生平
萬姑娘出生於蘇格蘭北方。幼時父母搬往亞伯丁生活求學，有一位兄長，弟妹各一。小學畢業後，她又前往倫敦就讀高等學校，從而接觸神學教育。1888年，25歲的她志願參與英國女宣教團，前往台灣傳教。同年11月，她抵達安平港，並前往台南城從事宣教工作。然而，才到任一週，即得知兄長與弟弟雙雙得病過世，萬姑娘十分難過。但她並未失去志向，反而努力學習並精通台語，後便與另二位女宣教師輪流主持校務，當有一人管理學校，另兩人即去巡迴鄉村協助教會，或去探訪新樓醫院的病患。
萬姑娘為傳教而盡心盡力，前後總計45年歲月，僅5次回國懇親。1921年後，因父母相繼過世，便不曾再離開台灣。不久後，得知妹妹過世，萬姑娘身體逐漸走下坡。1926年，萬姑娘向女宣道會辭職，無親人的她選擇定居台灣，住在新樓病院的看護婦樓，一方面就近接受醫師診療，一方面也此持續進行傳教工作。此外，她也以寫信或寄書等方式，教導台灣人以白話字書寫台語，直到過世。

## 作品

### 散文
- （火車的起因）
- （論猶太人）
- （失落的聖冊）

### 小說
- （浪蕩子）
- （流傳的故事）
- （女界名人）